# Segrijnslak
De segrijnslak (Cornu aspersum, synoniemen: Cryptomphalus aspersus, Helix aspersa, Cantareus aspersus) is een op het land levende longslak uit de familie Helicidae. De segrijnslak wordt ook wel de kleine wijngaardslak genoemd, ter onderscheiding van de (beschermde) grote wijngaardslak (Helix pomatia).

## Soorten
De segrijnslak komt voor in twee morfotypen: de kleine segrijnslak (Cornu aspersum aspersum of Cornu aspersum s.s.), ook wel bekend onder de Franse naam petit gris; en de grote segrijnslak (Cornu aspersum maxima), ook wel bekend onder de Franse naam gros gris. De gros gris komt niet voor in de Nederlandse natuur.

### Onderscheid grote en 'gewone' segrijnslak
De grote segrijnslak onderscheidt zich van kleine of gewone segrijnslak door de grotere afmetingen, waarmee hij qua grootte tussen de kleine segrijnslak en de (grote) wijngaardslak valt. Het duidelijkste kenmerk van de grote segrijnslak is echter de zwartgekleurde mantel, welke goed te onderscheiden is van de lichtgekleurde mantel van de kleine segrijnslak.
De kleine segrijnslak is bovendien veel beweeglijker dan de grote segrijnslak, die honkvaster is. Dit is overigens een van de eigenschappen waardoor de grote segrijnslak in de slakkenkweek de voorkeur kan hebben.

### Naam
De soortnaam werd in 1774 ingevoerd door Otto Frederik Müller (1730-1784) als Helix aspersum In de loop van de tijd is deze soort bij verschillende geslachten ondergebracht: Helix, Cornu, Cryptomphalus en Cantareus. Omdat onduidelijkheid bleef bestaan over de juiste geslachtsnaam is ten behoeve van stabiliteit in de naamgeving om een uitspraak van de ICZN gevraagd. Die luidde in 2015 dat in het vervolg Cornu Born, 1778 gebruikt wordt. Als gevolg van de naamswijziging van Helix naar Cornu worden auteursnaam en datum nu tussen haakjes gezet. De soortaanduiding aspersum heeft betrekking op het kleurpatroon van de schelp: Aspersio is Latijn voor besprenkelen, spatten.
Het woord 'segrijn' dat in de Nederlandse naam van deze slakkensoort voorkomt, heeft betrekking op de naam voor de huid van roggen en haaien. Mogelijk verwijst de naam naar het kleurpatroon.

## Beschrijving

### Schelp

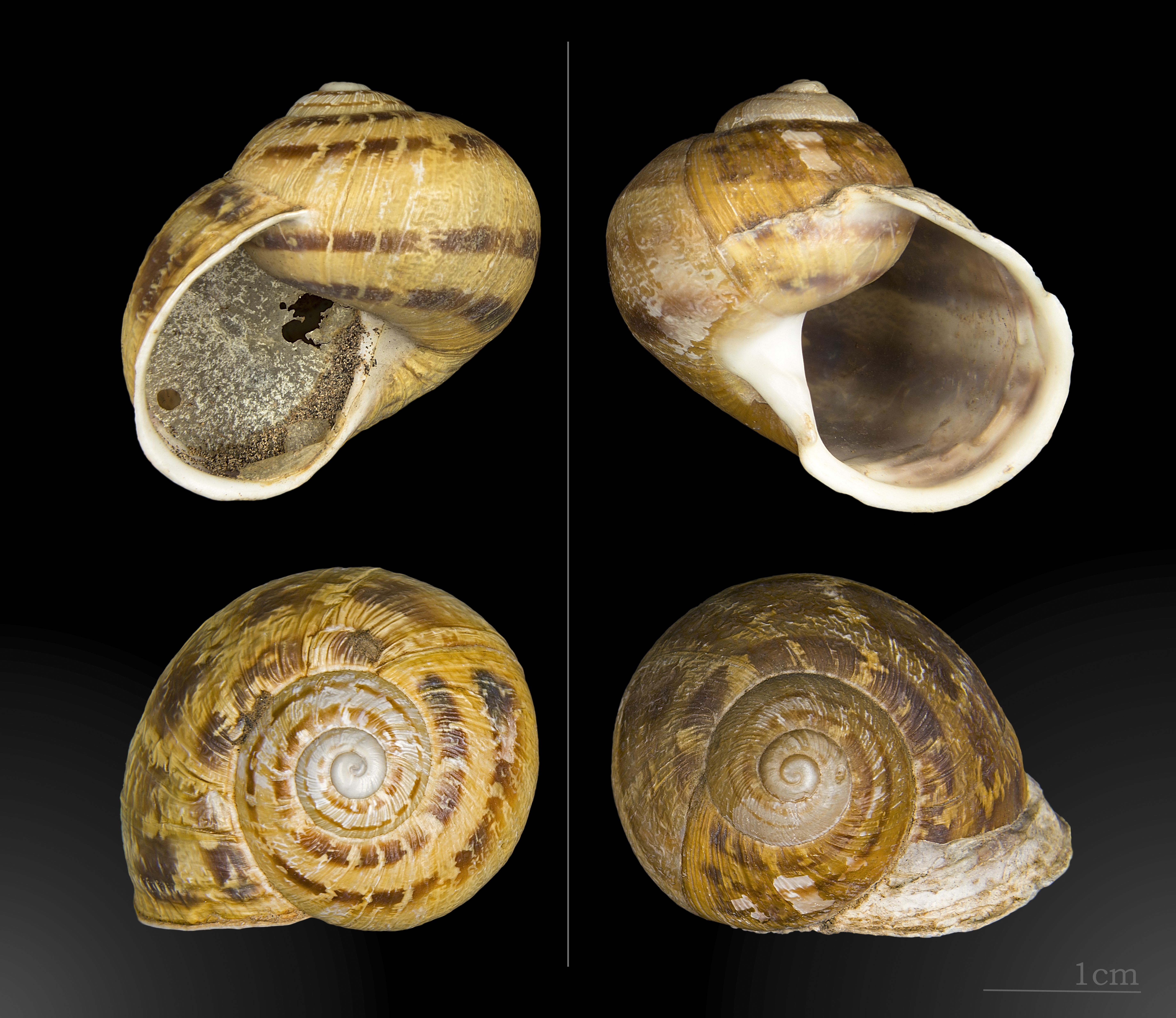
Linksgewonden schelpen (links) zijn zeldzaam.

De schelp is bol-kegelvormig, meestal iets breder dan hoog, met tamelijk stompe top en tot ongeveer 5 snel in grootte toenemende windingen die gescheiden zijn door een duidelijke maar ondiepe sutuur. De periferie is rond. De laatste omgang is opgeblazen en is iets scheef naar onderen uitgetrokken. De bovenzijde van de laatste winding daalt bij de sutuur naar de mondrand toe iets naar beneden. De mondopening is breed eivormig en wordt door de voorlaatste winding iets ingesneden. De mondrand is wit gekleurd, omgeslagen, zwak verdikt en discontinu. De beide uiteinden zijn op de pariëtale zijde door een dun wit callus met elkaar verbonden. De navel is geheel bedekt door de columellaire zijde. De schelp heeft een onregelmatig oppervlak en is onregelmatig en grof gestreept in de richting van de groeilijnen. Door de interactie van spiraallijnen en de radiale strepen is soms een netwerkstructuur aanwezig. De schelpwand is relatief dun en bij levende dieren kan zij iets doorschijnend zijn. De schelp heeft meestal een opvallend en ingewikkeld kleurpatroon. De grondkleur is vaak geelbruin, soms donkerder grijs- tot paarsbruin. Er zijn 1 tot 5 donkere spiraalbanden aanwezig die bestaan uit afzonderlijke vlekken. De banden kunnen met elkaar versmolten zijn, volledig donker gekleurde schelpen zijn zeldzaam maar komen voor. De vlekjes kunnen ook het hele oppervlak bedekken zonder dat een rangschikking in banden zichtbaar is. Aan de binnenkant van de palatale zijde in de mondopening is het kleurpatroon door de wand heen te zien. Schelpen kunnen sterk verweerd zijn waardoor er weinig van de tekening overblijft.
Voor de overwintering sluiten de dieren de schelp met een amorf, hard, kalkachtig, grauwgrijs epifragma af. Dit epifragma lijkt veel op dat van Helix pomatia, alleen is het kleiner.
De schelp van het volwassen dier is 35 bij 40 millimeter (hxb), bij uitzondering komen maten van 40 bij 45 millimeter voor.

### Het dier
De totale lengte van het lichaam tijdens het kruipen is maximaal 6 centimeter. De kleur is licht- tot donkergrijs, soms groenachtig en niet gevlekt.

#### Geslachtstelsel
Het geslachtstelsel van de segrijnslak staat model voor het geslachtstelsel van de tuinslakken en is aldaar beschreven. Het geeft de definitieve doorslag in het onderscheid tussen de segrijnslak en andere tuinslaksoorten. De segrijnslak heeft namelijk een diverticulum dat langer is dan het receptaculum seminiskanaal. Hiermee kan de segrijnslak onderscheiden worden van met name de Wijngaardslak, dat géén diverticulum heeft, en de Turkse slak, waarvan de diverticulum korter is dan het receptaculum seminiskanaal.
Ook de liefdespijl is karakteristiek voor de soort. De pijl van de segrijnslak is ongeveer 10 mm lang en een halve millimeter breed, heeft een slanke hals en scherpe lengterichels.

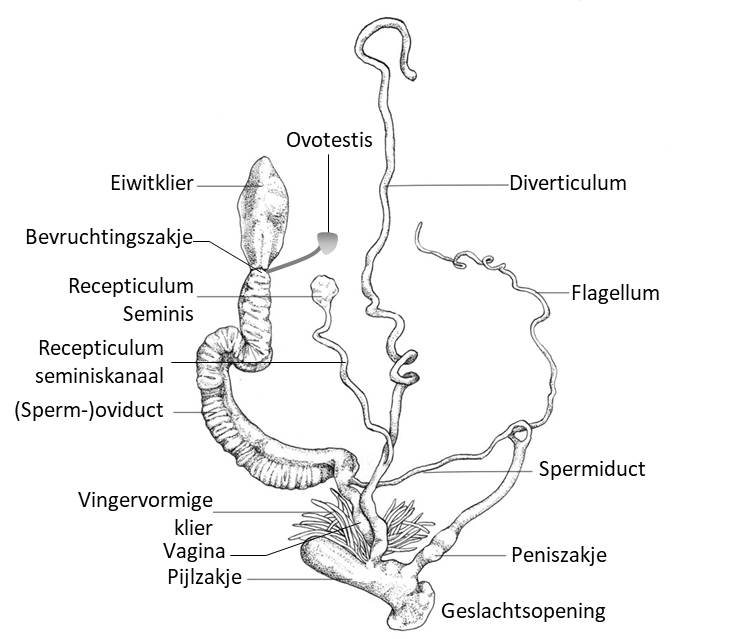
Geslachtstelsel van de Cornu aspersum
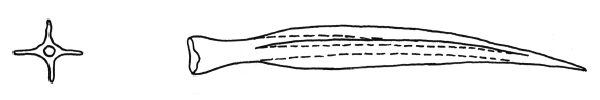
Liefdespijl van de segrijnslak
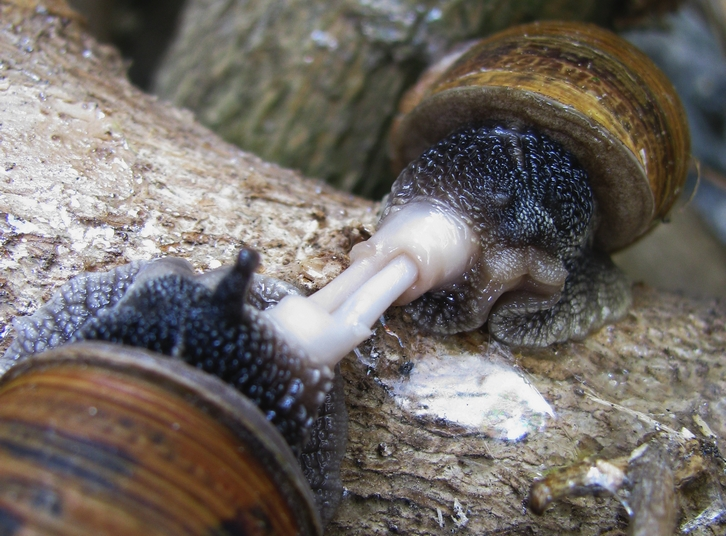
Parende segrijnslakken

#### Spijsvertering
De spijsvertering van de segrijnslak staat model voor de spijsvertering van tuinslakken, en is aldaar beschreven. Specifiek voor de segrijnslak is echter dat het ca 14.000 tandjes in de radula heeft. De soort kan derhalve hierop gedetermineerd worden.

## Levenswijze

### Levenscyclus
Wanneer de segrijnslak uit zijn winterslaap komt zal hij de eerste week volop eten om terug op energie te komen.
Onvolgroeide exemplaren raken dat jaar volgroeid.
De volwassen exemplaren beginnen na een week met reproduceren. De eieren worden vooral in de lente gelegd, maar als de omstandigheden niet gunstig zijn, is de segrijnslak in staat de eieren maanden lang op voorraad te houden tot de juiste omstandigheden zich voordoen. De eitjes hebben een diameter van ongeveer 3 mm. Na twee tot vier weken komen de jongen tevoorschijn. Deze worden tijdens de volgende zomer volwassen.
Wanneer het te lang droog en warm is gedurende de zomer gaat de segrijnslak in de zomerslaap. Wanneer de temperaturen dalen en vochtigheid stijgt, wordt het weer actief en ontstaat er een groeispurt. Tevens eet het extra om energie op te slaan voor de aankomende winter: in de late herfst graven de dieren zich in de strooisellaag en sluiten ze voor de winterslaap de schelp met een epifragma af. Typisch voor de segrijnslak is dat ze tijdens de overwintering met velen bij elkaar op één plaats zitten.
De dieren kunnen meer dan vijf jaar oud worden, maar halen dat zelden door de vele natuurlijke vijanden die op hen azen.

### Dagcyclus
De segrijnslak is een nachtdier: gedurende de dag slaapt het weggeschuild van direct zonlicht en extreme hitte. Het waakt wanneer de temperatuur in de avonduren daalt en de vochtigheid stijgt. Een uitzondering op deze routine maakt het na een regenbui in welk geval het ook overdag massaal tevoorschijn kan komen.

## Voeding
De segrijnslak leeft vooral van jonge groene planten en scheuten. Oudere en vergane vegetatie verdraagt hij minder. Om die reden kan deze slak een plaag voor tuinliefhebbers zijn. De kalk, die noodzakelijk is voor de bouw van zijn huis, neemt de segrijnslak op van de bodem of kalkpleisters in de oude, bebouwde omgeving.

## Vijanden
Tot de natuurlijke vijanden behoren mensen, ratten, egels, veldmuizen en verscheidene middelgrote vogelsoorten en dan vooral de gaaien en eksters. Vogels zijn bedreven in het vlees uit het huisje te peuteren. Sommige vogels kraken het huisje in de bek, terwijl lijsters en merels de huisjes stukslaan op bijvoorbeeld een steen.

## Habitat en verspreiding
Het habitat van de segrijnslak is een door de mens beïnvloede omgeving, zoals parken, tuinen, afvalhopen etc. Aanvankelijk was hij vooral te vinden in parken en tuinen in een stedelijke omgeving, maar later ook daarbuiten.
Hij is inheems in het Middellandse Zeegebied en het huidige verspreidingsgebied strekt zich uit van Noordwest-Afrika en Iberia, oostwaarts tot Klein-Azië en Egypte, en noordwaarts tot Groot-Brittannië.
Hij is door mensen opzettelijk of per ongeluk naar veel geografische regio's verspreid. Deze verspreiding is mogelijk al begonnen tijdens de neolithische revolutie, zo'n 8000 jaar geleden.
Sinds de eerste helft van de twintigste eeuw heeft deze soort zich met hulp van de mens in andere gebieden weten te vestigen. In 1890 zijn er dieren bij Kopenhagen uitgezet. Opzettelijke introductie was niet ongewoon, maar meestal was er geen sprake van opzet en is de soort meegekomen met tuinplanten en groenten.
Hoewel het zwaartepunt van het verspreidingsgebied nog steeds in het zuiden van Europa ligt, komt Cornu aspersum thans in het grootste deel van Europa voor.
In andere werelddelen is de segrijnslak een succesvolle exoot, die na de introductie tot plagen kan leiden. In de 16e eeuw werd hij geïntroduceerd in Noord- en Zuid-Amerika, Zuid-Afrika en Oceanië. In Californië in de jaren 1850, waar hij in 1931 als plaag werd aangemerkt.
In Nederland en België is deze slakkensoort niet inheems, maar toch wijd verspreid. Er zijn, evenals in de rest van Noordwest-Europa, geen fossielen uit dit gebied bekend. Er is weinig bekend over het oorspronkelijke (prehistorische) leefgebied van de segrijnslak. Tot op heden is er slechts een melding van een fossiele vondst uit het Boven-Plioceen van Noord-Afrika.

## Segrijnslak en de mens

### Segrijnslak als product
De segrijnslak is een niche-sector in de economie en is een van de weinige landslakken die winstgevend gekweekt kunnen worden. Slakkenkwekerijen zijn dan ook een belangrijke toeleverancier van producten in de volgende sectoren:

#### Gastronomie
De segrijnslak is zeer gewaardeerd als escargot en maakt in het Middellandse Zeegebied, vooral in Italië, Frankrijk en Spanje, deel uit van de traditionele keuken. In Spanje, met name in Andalusië, worden ze in stalletjes op straat en in restaurants bereid en verhandeld met de kreet "Caracoles! Caracoles!" (Slakken! Slakken!).
Slakkenkaviaar, de eitjes van de segrijnslak, is een exclusieve delicatesse.

#### Cosmetica en medicijnen
Het slijm van de segrijnslak wordt als slakkenslijm gebruikt in de cosmetica- en medicijnenindustrie in onder meer huidcrèmes en hoestdrankjes.

### Segrijnslak als plaagdier
De segrijnslak leeft vooral van jonge groene planten of scheuten. Het dier eet zaailingen en kan behoorlijke vraatschade aan tuinplanten en bloemknoppen toebrengen. Het kan daarom als plaagdier beschouwd worden en is het weinig geliefd bij tuinliefhebbers.

## Galerij
| - (Kleine of gewone) segrijnslak |

| - Grote segrijnslak |